# 가스 금속 아크 용접

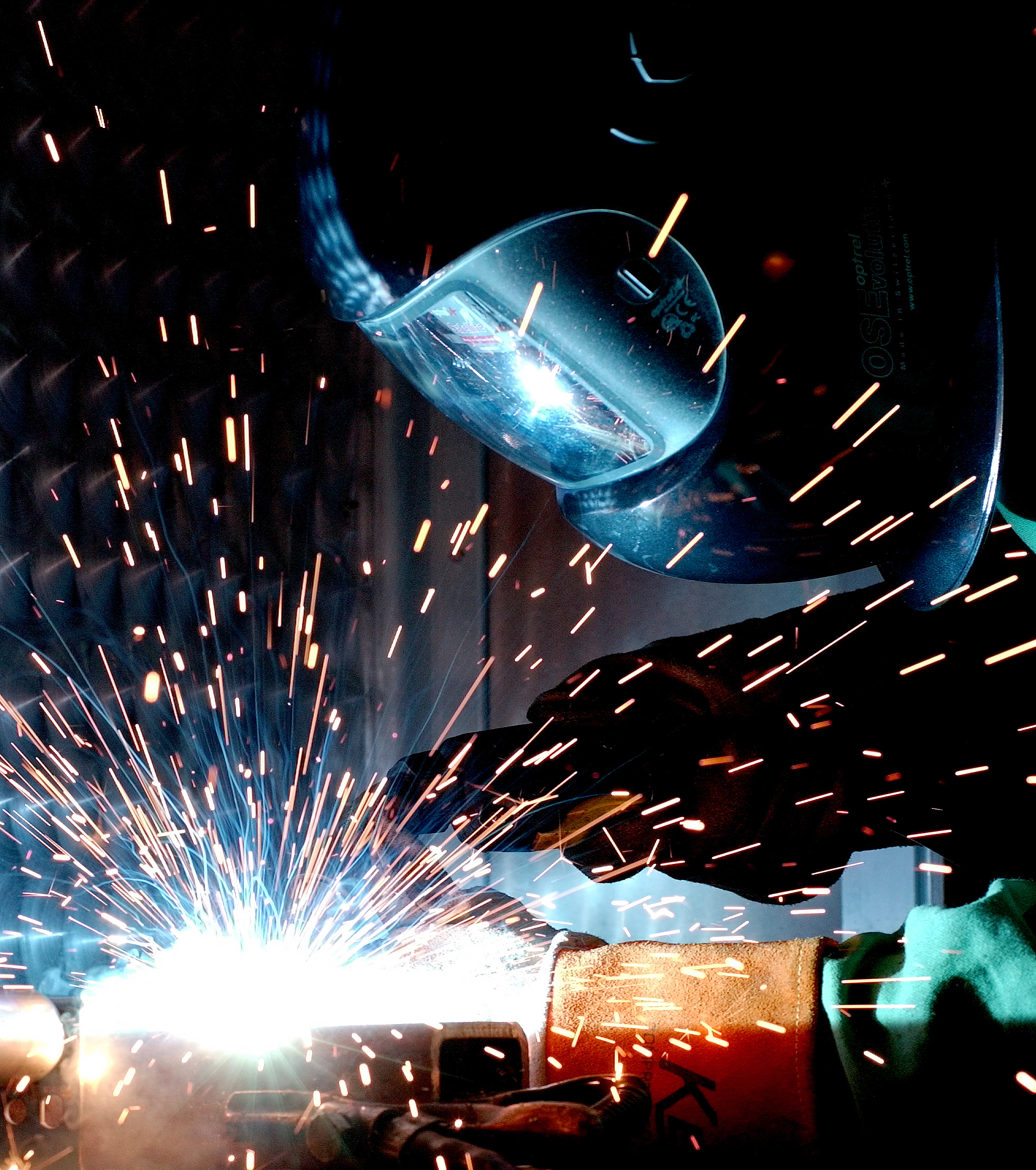

 가스 금속 아크 용접은 소모성 와이어 전극과 공작물 금속 간의 전기 아크 형태에서 용융 및 결합을 일으키는 금속 공작물을 가열하는 용접 방법이다. 와이어 전극과 함께, 차폐 가스는 공기 중의 오염 물질 처리를 차폐 용접 건을 통해 공급한다. 이 과정은 반자동 또는 자동이 될 수 있다. 일정한 전압이 가장 일반적으로 직류 전원인 GMAW로 사용되지만, 정전류 시스템뿐만 아니라 교류도 사용될 수 있다.

## 장비
가스 금속 아크 용접을 실시하기 위해, 필요한 기본 장비는 용접 건, 와이어 공급 장치, 용접 전원, 용접봉 와이어 및 차폐 가스가 공급된다.

## 작동
전극은 손전등 (팁의 머리)을 통해 자동으로 공급되기 때문에 GMAW의 기본 기술은 매우 간단하다. 대조적으로, 가스 텅스텐 아크 용접에서 용접기는 용접 토치 및 별도의 충전재 전선과 차폐 금속 아크 용접을 처리해야 하며 작업자가 종종 광재를 잘게 부수고 용접 전극을 변경해야 한다. GMAW는 용접되는 영역을 따라 조작자가 적절한 위치와 방향으로 용접건을 안내하는 것만이 필요하다.